# Get Your Gunn
«Get Your Gunn» (с англ. — «Готовь ружьё») — песня американской рок-группы Marilyn Manson, выпущенная как сингл с дебютного альбома Portrait of an American Family 9 июня 1994 года на звукозаписывающем лейбле Nothing Records. Песня была написана фронтменом группы Мэрилином Мэнсоном совместно с гитаристом Дэйзи Берковиц и бас-гитаристом Гиджет Гейн. Продюсированием песни занимались Трент Резнор и сам Мэрилин Мэнсон соответственно. Композиция «Get Your Gunn» была написана под впечатлением от убийства pro-life активистом аборциониста Дэвида Ганна, чья смерть сильно возмутила Мэнсона.
Классифицируемая как готик-рок и хард-рок песня, «Get Your Gunn» получил в основном положительные отзывы от музыкальных критиков, которые описывали песню как жуткую и хорошо спродюсированную, в то же время Мэнсон получил признание за свои вокальные данные. В песне участвуют саксофон сыгранный вокалистом Хоупом Николсоном из американской альтернативной рок группы Sugarsmack и вырезанный семпл из видео, где американский политик и казначей Роберт Дуайер совершает акт самоубийства во время телевизионной пресс-конференции. По словам гитариста Дэйзи Берковица, написание песни ознаменовало смену направления Мэнсона, после чего он стал писать более политически заряженные песни. «Get Your Gunn» была обвинена в ультраправых текстах в США за кровавую бойню в школе «Колумбайн», и многие критики считают её одной из самых противоречивых песен всех времён. Музыкальное видео было снято режиссёром Родом Чонгом и была выпущена в 1994 году. Видеоклип получил признание от критиков, и попал в канадский чарт Canadian Hot 100 под номером 11 через три года после первого выпуска.

## Предыстория и релиз
Работник абортария Дэвид Ганн был застрелен в 1993 году христианским фундаменталистом Майклом Фредериком Гриффином, выступавший против аборта. На суде Гриффин утверждал, что им манипулировал Джон Бёрт, лидер «Пролайф» и бывший член Ку-Клукс-Клана, убить Ганна. Смерть Ганна была, по словам Далии Литвик из американского интернет-издания Slate, «первым целенаправленным убийством врача-аборциониста в Америке». Данное убийство вдохновило на написание песни «Get Your Gunn», отсюда и написание слова «gunn» (игра слов — gun рус. ружьё и фамилия врача Gunn рус. Ганн) в названии песни. Мэрилин Мэнсон в интервью 1999 года журналу Rolling Stone сказал, что смерть Ганна «была окончательным лицемерием, которое я видел в детстве: эти люди убили кого-то во имя „Prolife“».
Мэнсон также сказал, что убийство «почти заставило меня смеяться, но при этом сильно меня разозлило. Когда вы думаете об этом, это настолько, блять, противоречиво несмотря на всю христианскую веру в „возлюби врага своего“ и всё такое». При написании трека Мэрилин Мэнсон также черпал вдохновение в своём давнем увлечении абортами. Комментируя свои песни «Get Your Gunn» и «Lunchbox», Мэнсон отметил, что «несколько позитивные послания этих песен, как правило, те люди, которые делают сенсации, неправильно интерпретируют; они интерпретируют их как продвижение тех самых вещей, которые я осуждаю».
Рассуждая над направлением альбома Portrait of an American Family, Мэнсон и его коллега по группе Дэйзи Берковиц решили прокомментировать то, что они считают лицемерами американские СМИ. Обсуждая «Get Your Gunn» с журналом Noisey в 2014 году, Берковиц сказал: «Когда мы начали [писать текст Мэнсона], было больше психоделики. Это было странно. Мы разыгрывали странности, а не что-то социальное. По мере развития событий мы становились более социальными и политическими. Например, с нашей песней „Get Your Gunn“, это определенно не то, что мы начинали делать».
Мэрилин Мэнсон сказал, что «Get Your Gunn» — его любимая песня с альбома Portrait of an American Family. Мэнсон рассказал газете «Sun-Sentinel», «что хорошего в том, что [„Get You Gunn“] будучи являясь наиболее некоммерческим произведением, стал самым неполиткорректным». Изначально планировалось сделать дебютным синглом группы песню «Snake Eyes and Sissies», но «Get Your Gunn» был выпущен 9 июня 1994 года. В треклист сингла, по-мимо самой песни, вошла композиция «Misery Machine» с альбома, а также две другие композиции: «Mother Inferior Got Her Gunn» и «Revelation #9». Названия двух последних песен — это каламбуры, основанные на песнях из белого альбома группы The Beatles. Ребёнок, изображённый на обложке сингла, это Уэс Браун — сводный брат бас-гитариста группы Твигги Рамиреза.

## Музыкальное видео
Режиссёром видеоклипа является Род Чонг. В клипе показывают исполнение песни группой в заброшенном доме. Это один из четырёх видеоклипов, где у Мэнсона не сбриты брови. Видео было принято MTV. Хотя это редко транслировалось по сети, это было показано на Headbangers Ball. Мэнсон сказал New York Times, что MTV хочет цензурировать слово «goddamn» в припеве песни, комментируя: «Они хотели запикать слово „Бог“ задом наперёд, потому что это, чёрт, ругательство». Клип фокусируется на глазах Мэнсона и показывает образы света, проникающего через окна.
Саймон Янг из Team Rock назвал видео «Get Your Gunn» одним из «классических клипов группы». Сандра Шульман из Sun-Sentinel назвала видео «жгучим и плотным куском работы». Дэн Эпштейн из Revolver написал, что «Мэрилин Мэнсон, возможно, лучше всего известен как музыкант, но он также сделал свой след в качестве видео-артиста, одновременно завлекая и вызывая отвращение у зрителей начиная клипом „Get Your Gunn“ 1994 года, вплоть до „вооружённых до зубов нимфоманок-монашек“ в клипе „We Know Where You Fucking Live“ 2017 года». Роб Мачини из MTV рассматривает данный видеоклип как один из Мэнсоновских «ранних самородков».

## В поп-культуре
«Get Your Gunn» входит в саундтрек таких фильмов, как Японский городовой (1994) и Странные дни (1995).

## Список композиций
Все тексты песен написал Мэрилин Мэнсон, всю музыка сочинили Дэйзи Берковиц и Гиджет Гейн, за исключением «Misery Machine» — Гиджет Гейн, Дэйзи Берковиц и Мадонна Уэйн Гейси.
- CD-сингл (Австралия, Европа и США: IND–95902 · Канада: CINTD–95902 · Япония: MVCT–12009)

| №  | Название                                               | Длительность |
| -- | ------------------------------------------------------ | ------------ |
| 1. | «Get Your Gunn» (Album Version)                        | 3:18         |
| 2. | «Misery Machine» (Album Version)                       | 4:44         |
| 3. | «Mother Inferior Got Her Gunn» (Remix by Trent Reznor) | 5:39         |
| 4. | «Revelation #9»                                        | 12:57        |

## Участники записи
Marilyn Manson
- Мэрилин Мэнсон — вокал, продюсирование
- Дэйзи Берковиц — соло-гитара, ритм-гитара
- Гиджет Гейн — бас-гитара
- Мадонна Уэйн Гейси — клавишные, латунь, лупы
- Сара Ли Лукас — барабаны

Производственный персонал
- Трент Резнор — исполнительный продюсер, микширование, музыкальное программирование
- Шон Беван — музыкальное программирование, латунь, продюсирование, ассистент микшера, цифровой монтаж
- Чарли Клоузер — программирование ударных, цифровой монтаж
- Роли Мосиманн — звукорежиссёр
- Барри Голдберг — ассистент звукорежиссёра
- Алан Молдер — звукорежиссёр, продюсирование, ассистент микшера
- Робин Перрин — фотограф
- Крис Вренна — перкуссия, музыкальное программирование, ассистент звукорежиссёра
- Гэри Тэлпэйс — дизайн упаковки

## Чарты
| Чарт (1997-98)     | Позиция в чарте |
| ------------------ | --------------- |
| Австралия (ARIA)   | 97              |
| Канада (Billboard) | 11              |